# Piper tablazosense
Piper tablazosense är en pepparväxtart som beskrevs av C. Dc.. Piper tablazosense ingår i släktet Piper och familjen pepparväxter. Inga underarter finns listade i Catalogue of Life.